# Dulce melos
De dulce melos of doulcemele (Oudfrans voor "zachte melodie") is een muziekinstrument uit de vroege 15e eeuw, en een van de eerste toetsinstrumenten met snaren.

## Achtergrond
Het instrument is in 1994 voor een museum door de Chi Mei Culture Foundation uit Taiwan gereconstrueerd aan de hand van een manuscript van Henri Arnaut van Zwolle uit 1440. Deze man was een humanist, arts en astroloog aan het hof van Bourgogne ten tijde van Louis XI aan het eind van de 15e eeuw. In diens manuscript wordt door hem naast een uitleg van het clavichord ook een beschrijving en tekening gegeven van de dulce melos.
Notez, pour la composition de l’instrument appelé dulce melos, que cet instrument, tel qu’il se présente à moi en ce moment, peut être composé de trois façons. Premièrement d’une manière populaire et grossière, comme il en est de celui dont je m’occupe en ce moment, car dans celui là, c’est seulement par un bâton que se produit le contact avec les cordes, à la manière villageoise.
Vervolgens beschrijft hij het instrument preciezer:
Cet instrument, et même le suivant peuvent être appelés dulce melos, bien qu’on en puisse jouer à la manière d’un clavicorde. […] Les distances entre ces trois derniers chevalets seront respectivement le double l’une de l’autre, en sorte que le deuxième chevalet sera au point de la quatrième division, et le troisième chevalet au point de la sixième division, et le quatrième chevalet exactement au point de la septième division, et ceci en divisant la longueur totale de l’instrument en 7 parties égales.[…] Il doit y avoir 12 paires de cordes.— in Arnault de Zwolle 1932[1440] : 19-20
In het vervolg van dit verhaal schrijft hij over hoe het instrument te bespelen valt en hoe het klavier werkt.

## Bouw
In wezen is het een dulcimer met toetsen, en een voorloper van enige historische pianofortes. Een klein nietjesvormig hamertje is bekleed met een klein houten wigje dat aan het eind aan een toets is bevestigd. Als de toets wordt aangeslagen wordt dit hamertje met houten wigje tegen de snaar gegooid, en het komt onmiddellijk weer terug. Er zijn geen dempers, en wanneer behoedzaam bespeeld is er een kleine mate van dynamiek realiseerbaar. Dit was een voordeel boven de klavecimbels uit dezelfde tijd.
Alle 12 paren unisono gestemde snaren die over 4 kleine kammen lopen kunnen drie tonen hoorbaar maken. De normale toonhoogte (de snaar wordt aangeslagen tussen de eerste en tweede kam) samen met de tonen die twee octaven hoger klinken (de snaar wordt tussen twee andere kammen in aangeslagen) maken een volledig chromatische reeks mogelijk. Hierdoor is een bereik mogelijk van B tot a".
De kast is van walnoothout, en een beuken klankbord. Het toetsenbordje bevat ivoren toetsen. De ijzeren snaren kunnen gestemd worden met kleine stempennetjes en maken een 'a' van 440 Hz tot 446 Hz mogelijk.

## Trivia
- Het instrument werd voor uitvoeringen van oude muziek gebruikt door onder andere Philip Picketts New London Consort in maart 1998, en is te horen op hun cd 'Songs of Angels' op label Decca. Dit instrument werd gepresenteerd op het Oude Muziek Festival in Londen op 5 september 1998 door dezelfde musici.
- Mogelijk bood Koning Edward III van Engeland  in 1360 dit instrument aan als gift aan de Franse koning, waarbij sprake van een échiquier d'Angleterre.